# Francisco Pérez de Uriondo
Francisco Solano María Antonio Alberto Pérez de Uriondo y Menéndez (Santiago de Chile, Imperio español; 14 de noviembre de 1784-Salta, Provincias Unidas del Río de la Plata, 7 de febrero de 1822), más conocido como Francisco Pérez de Uriondo, fue un militar y político de origen chileno que participó destacadamente en la Guerra de la Independencia Argentina, participando en la guerra gaucha siendo caudillo de caudillos o comandante de los caudillos de Tarija.
Fue electo por el voto popular como gobernador de Tarija. Desligó el Gobierno tarijeño de la administración del Gobierno rioplatense y constituyó el partido como una provincia, asimilando los gobiernos de las provincias de Salta con Martín Miguel de Güemes (desde el 6 de mayo de 1815) y de Santa Cruz de la Sierra con Ignacio Warnes (desde el 11 de agosto de 1815).

## Biografía

### Nacimiento y familia
Francisco Pérez de Uriondo, nació en Santiago de Chile el 14 de noviembre de 1784, a las trece horas después fue bautizado en la Parroquia de Santa Ana con el nombre de Francisco Solano María Antonio Alberto, apodado Pancho. Sus padres fueron el Dr. Joaquín Antonio Pérez de Uriondo el Tostado, hijo de Dr. Joaquín Pérez de Uriondo y Murguía, y de Inés Vicenta Menéndez Valdés Antonia Prudencia Martiarena del Barranco y Fernández Campero, hija de Manuela Micaela Ignacia Fernández Campero y Alejo Martierena del Barranco.
Era descendiente de los marqueses de Yavi del Valle de Toxo: el coronel mayor Juan José Feliciano Fernández Campero y Pérez de Uriondo Martiarena, IV marqués, conocido como el "Marqués de la Guerra Gaucha"; Juan José Gervasio Martierena del Barranco y Fernández Campero, III marqués; Manuela Micaela Ignacia Fernández Campero, II marqués; Juan José Fernández Campero de Herrera, I marqués, Caballero de la Orden de Calatrava y Maestre de Campo.
Es el sexto de 12 hermanos, de los que sólo él y tres hermanos más destacaron en la guerra civil y la independencia de Hispanoamérica: su hermano Joaquín Pérez de Uriondo y Menéndez; el Sgto. My. Pedro “Nolasco” Mariano Francisco de Paula Pérez de Uriondo y Menéndez conocido normalmente como "Pedro Nolasco Pérez de Uriondo"; y, el Tcnel. Manuel María de los Dolores Lucas Blas Pérez de Uriondo y Menéndez conocido simplemente como "Manuel Pérez de Uriondo". Manuel fue el único en dejar descendencia en Tarija, contrajo nupcias en 1811 con la tarijeña María Guadalupe Vásquez Ruyloba, hija legítima de José Vásquez y Melchora de Ruyloba, tuvieron cuatro hijos: Antonio (1813), María Melchora (1815), Juan Manuel (1816), y Juan Manuel (1822).
| Ascendencia por línea paterna del Cnel. Francisco Pérez de Uriondo 1. Juan Pérez de Uriondo “el Padre”. 2. Juan Pérez de Uriondo “el Mozo”. María Fernández. 3. Pedro Pérez de Uriondo y Fernández. Magdalena Martínez de Murgía y Palacios. 4. Francisco Pérez de Uriondo y Murgía (Procurador). María Ortiz de Salinas y Ortiz de Zárate. 5. Francisco Pérez de Uriondo y Ortiz de Salinas (Procurador). Ana María Martínez de Yzaga y Ortiz de Salido. 6. Francisco Pérez de Uriondo y Martínez de Izaga (Caballero del Estado Noble). Magdalena Martínez de Murgía y Ortiz de Salinas. 7. Joaquín Antonio Pérez de Uriondo y Martiarena de Murgía (Abogado). “María” Antonia Prudencia Martierena del Barranco y Fernández Campero. 8. Joaquín Antonio Pérez de Uriondo y Martierenas. Inés Vicenta Menéndez Valdés de Cornellana. |

| Ascendencia por línea materna del Cnel. Francisco Pérez de Uriondo 1. Andrés Menéndez. María Arias. 2. Fernando Menéndez Arias. María Arenas. 3. José Policarpo Menéndez Arenas. Ana María Hernández Gómez. 4. Manuel Menéndez Hernández. Petrolina “Cornellana Flenejal o Flenagan” Ruiz Noriega. 5. Joaquín Antonio Pérez de Uriondo y Martierenas. Inés Vicenta Menéndez Valdés de Cornellana “Flenejal o Flenagan”. |

| Hermanos del Cnel. Francisco Pérez de Uriondo 1. Mariano Pérez de Uriondo y Menéndez 2. Joaquín Pérez de Uriondo y Menéndez 3. José Joaquín Mariano Pérez de Uriondo y Menéndez 4. “María Rosa” Francisca Solano Pérez de Uriondo y Menéndez 5. Domingo Francisco Solano de Santa Teresa Pérez de Uriondo y Menéndez 6. Pedro “Nolasco” Mariano Francisco de Paula Pérez de Uriondo y Menéndez 7. Pedro Luis Mariano Pérez de Uriondo y Menéndez 8. Francisco de Sales María Inés Pedro Nolasco Pérez de Uriondo y Menéndez 9. “Isabel” María Teresa Fermina Pérez de Uriondo y Menéndez 10. Manuel María de los Dolores Lucas Blas Pérez de Uriondo y Menéndez 11. Francisco de Paula Ignacia María Valentín Eusebio Pérez de Uriondo y Menéndez |

### Formación militar y participación en la guerra contra la invasión inglesa al Virreinato del Río de La Plata
Entre finales del siglo XVII y comienzos del siguiente, inició su carrera militar formando parte del entorno de Juan Martín de Pueyrredón, Manuel Belgrano y Martín Miguel de Güemes, formó parte del Regimiento de Infantería de Buenos Aires, al cual se incorporó en calidad de cadete.
Uriondo como leal y fiel a la Corona de España, se levantó a primeras armas contra las invasiones inglesas a Buenos Aires (1806-1807), luchando contra los británicos en agosto, como cadete del Regimiento de Infantería de las Tropas Patriotas y, en 1807, se le otorgó un despacho como Segundo Ayudante del Cuerpo de Voluntarios del Río de La Plata.

### Participación en la guerra de independencia de las Provincias Unidas del Río de La Plata
Tras la Revolución de Mayo del 25 de mayo de 1810, estuvo en Buenos Aires como capitán del Cuerpo de Voluntarios, adhirió de manera disyuntiva al nuevo orden establecido por los autonomistas fieles al rey Fernando VII y sirvió en varias acciones de guerra. Luego, solicitó su incorporación al Regimiento de Dragones de La Patria al mando de José Rondeau. A finales de 1811, el Gobierno Provisional de las Provincias del Río de La Plata le confirió el grado de capitán de dicho Regimiento. En 1812 estuvo en Uruguay junto a su hermano Manuel Pérez de Uriondo formando parte del Regimiento de Dragones de la Patria al mando de José Rondeau; y, en 1814 obtuvo el grado de sargento mayor. En febrero de 1815 se le concedió la célula de retiro del Ejército Patriota del Río de La Plata y partió de Buenos Aires rumbo a Salta.
En Salta, solicitó su incorporación al Ejército del Norte de las tropas de Martín Miguel de Güemes, siguió así combatiendo a los realistas dentro de las Provincias Unidas; luego se puso a las órdenes del caudillo salteño Martín Miguel de Güemes, José Rondeau lo admitió con el grado de capitán graduado de sargento mayor. Posteriormente partió rumbo a territorio de la Republiqueta de Tarija, donde tuvo una destacada participación.

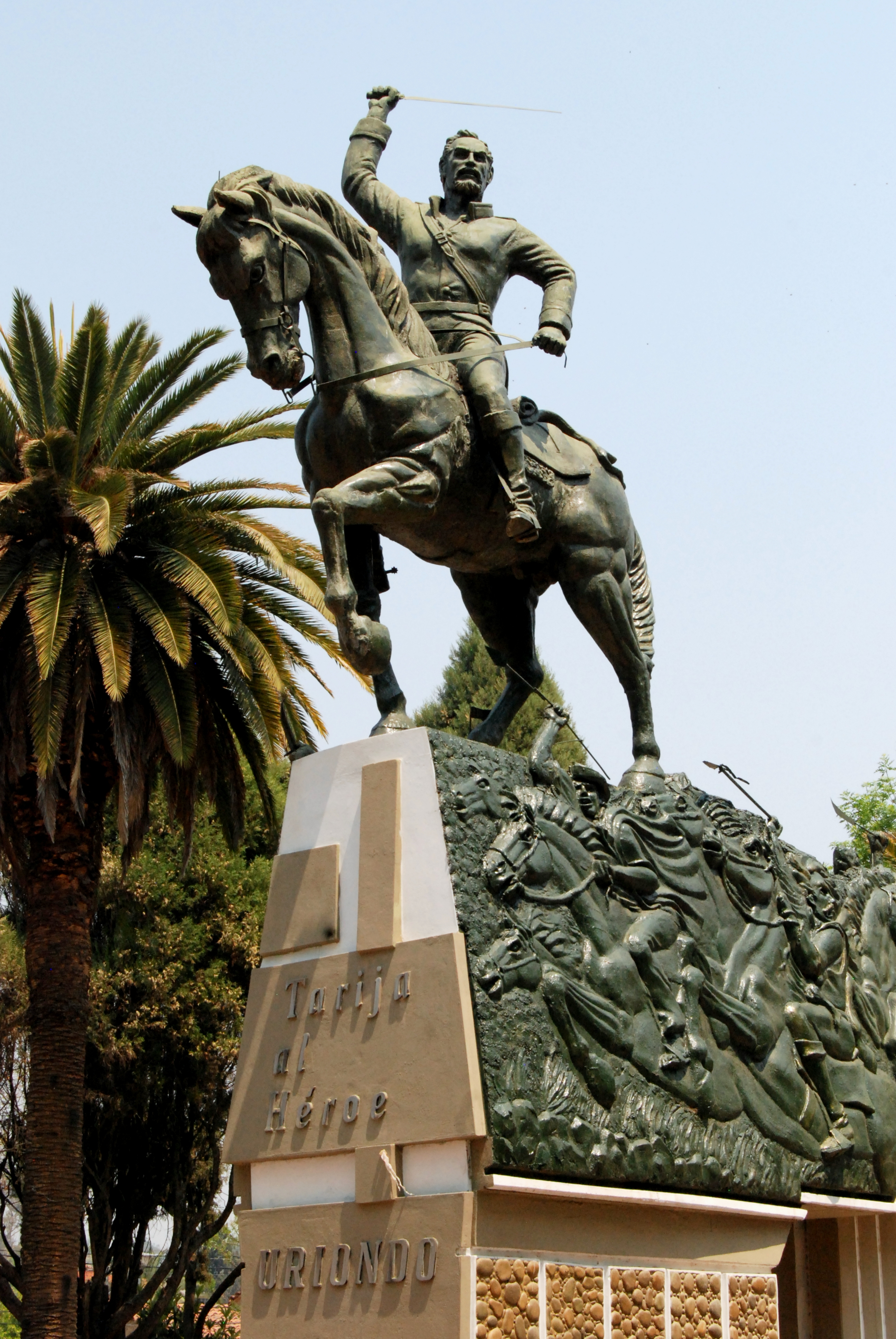
Monumento ecuestre al prócer Francisco Pérez de Uriondo, en una pequeña Plazuela de nombre homónimo en la ciudad de Tarija.

El chileno Francisco de Uriondo se ganó el completo respeto de los gauchos tarijeños y fue el caudillo de todo el territorio de Tarija, lideró o comandó a todos los demás caudillos regionales como: José María Avilés, Ramón y Manuel Rojas, José Ignacio de Mendieta, su hermano Manuel Uriondo, Eustaquio Méndez; Mariano, Saturnino y Clodomiro León, Joaquín Tejerina, Juan Esteban Garay, Matías Guerrero, Manuel Cainzo, etc.
Entre abril y mayo de 1816 por Gregorio Aráoz de Lamadrid llega a Tarija para juntarse con el gobernador Domingo Soriano Arévalo, se le informó de la organización del Ejército en Mendoza que lideraba el general José de San Martín, quien con mucho esfuerzo organizaba en los estribos de la Cordillera en Mendoza para decisivos combates posteriormente, Lamadrid y Arévalo decidieron colaborar; las arcas de la gobernación de Tarija colaboró con armas, municiones y según el informe del cajero de la gobernación, el monto de aproximadamente de unos diez mil pesos en efectivo; Lamadrid y Arévalo abandonaron Tarija y, por descuido dejaron a Tarija sin gobernador. Uriondo al enterarse de que Arévalo había abandonado la gobernación sin dejar un sustituto, trasmitió la criticable conducta a su tío, el marqués de Toxo, Juan José Feliciano Fernández Campero y Pérez de Uriondo Martiarena, quien luchaba en el oeste, en el valle alto de Tarija, en la región de marquesado de Yavi del Valle de Toxo, el pueblo de Tarija reunido el 13 de mayo, decidió elegir a Uriondo como nuevo jefe, nombrándolo gobernador de Tarija. Uriondo también le informó todo lo ocurrido al general Manuel Belgrano y, le solicitó que se reponga el dinero y que a cambio de dicha suma franquee a esta provincia 300 fusiles para su defensa.
Uriondo fue ascendido a teniente coronel. La situación de la villa preocupaba a Uriondo, de manera que el 16 de mayo de 1816 comunica a Fernández Campero a quien le solicita ayuda en los siguientes términos:

“Si acaso usted puede mandarme algunos sables y fusiles mándeme que yo le aseguro a usted su conservación pues estoy levantando el segundo batallón del regimiento…”

Por la misiva u oficio enviado a Belgrano, el general estaba informado del nombramiento de Uriondo como nuevo gobernador de la Republiqueta de Tarija. Como consecuencia de esta designación, Belgrano en oficio dirigido al Gaucho Güemes, su comandante de vanguardia en Humahuaca, le manifiesta entre otros temas lo siguiente: 

“…. Hasta ahora no sé qué Tarija sea una provincia y sí que es una tenencia del Gobierno de la de Salta, y veo que a Uriondo se le llama Gobernador, Comandante General, etc; o yo no entiendo o aquello anda muy descabellado y esto no es bueno como usted conoce.’’

En la transcurrida la declaración de la independencia por el Congreso de Tucumán, la noticia llegó a oídos de Uriondo, quien aún mantenía ciertas ideologías autonomistas con lealtad al rey al igual que los demás caudillos, tuvo que tomar una decisión estando en San Ramón de la Nueva Orán, donde tomó juramento, llevándose a cabo el 15 de agosto de 1816 en la Sala Capitular encontrándose presentes miembros del Cabildo, el cura vicario y vecinos del pueblo.
Uriondo en el acta menciona:

“Les manifesté en breves y enérgicas palabras, haberse declarado por el Soberano Congreso Nacional la independencia de la monarquía española y por lo mismo era necesario jurar la obediencia a ella y prometer bajo de él, defender los derechos de la patria con los demás, que convino; y en su virtud fueron apercibidos a que las personas que no quisieran voluntariamente prestar dicho juramento lo expusiera voluntariamente y como unánimes protestaron hacerlo, puesto de pie les recibí el juramento”

Ya con una postura más ligada hacia la independencia, comandó y organizó distintas guerrillas contra los realistas en Tarija, a finales de 1816 tuvo que abandonar la gobernación tras la victoria de los realistas comandado por Melchor José de Lavín –o Levin–.
Uriondo comandando a los caudillos fue el segundo comandante cuando llegó Gregorio Aráoz de Lamadrid y sus huestes junto al capitán Lorenzo Lugones; los gauchos tucumanos-tarijeños obtuvieron la victoria en la batalla de Tarija, con el triunfo en el Combate en el Campo de La Tablada liderado por Lamadrid y, capitulando en el Campo de Las Carreras. Posteriormente Aráoz de Lamadrid designó a Uriondo nuevamente gobernador el 4 de mayo de 1817. En esta última etapa, en la carrera militar de Uriondo llegó a ser Coronel del Regimiento de Granaderos a Caballo de la Provincia de Salta. 
El 11 de julio llegaron las tropas españolas de Mariano Ricafort Palacín y Abarca a Tarija con instrucciones de retomarla. Después de distintas guerrillas organizadas por Francisco de Uriondo, su hermano Manuel Pérez de Uriondo y nuevamente Aráoz de Lamadrid, comandaron a los caudillos en diversas guerrillas, pero al estar en desventajas, optarían por trasladar y organizar sus tropas en Padcaya, donde se organizó un Cuartel Volante para luego dirigirse hasta el valle de Zenta en San Ramón de la Nueva Orán y así para combatir a los realistas, junto a Lamadrid y otros caudillos.
Respecto a los resultados y victoria de las tropas patriotas al mando de Aráoz de Lamadrid en la batalla de Tarija del 14 y 15 de abril de 1817, Belgrano después de revisar documentos referidos al tema, hizo algunas observaciones.
En nota dirigida a Güemes, le dice:

Tucumán, 29 de junio de 1817

“He observado en la Acta del Juramento de la Independencia por Tarija que se le dio a aquel Gobernador (Uriondo), título de Gobernador de aquel territorio. De modo que Tarija aparece un territorio con un gobernador y no conociendo, ni sabiendo yo mismo que es una tenencia de Gobierno de la Provincia de Salta, le pregunto al dicho Gobernador cuándo se ha creado aquella provincia y qué gobierno. Todo lo veo fuera de quicio mi compañero, Y es preciso que Usted me ayude a organizar. Afiancemos el orden y habremos hecho cuanto conviene al interés general de la Nación…”

Francisco Pérez de Uriondo se hacía notar que, como gobernador, él quería mantener al territorio de Tarija como republiqueta pero teniendo completamente autonomía para así no depender de Salta o definitivamente constituirse en una provincia del Río de La Plata, esto pasó por distintas indiferencias con los las autoridades independentistas. Volvió a Tarija nuevamente a luchar contra los realistas hasta fines de 1819.
A finales de febrero de 1820 se estableció en Salta y contrajo nupcias el 22 de febrero de 1820 con María Andrea Zenarruza y Palacios, cuya presencia de testigos y a la vez padrinos fueron "Margarita" o María del Carmen Puch y Velarde y el caudillo salteño, Gral. Martín Miguel Juan de Mata Güemes Montero de Goyechea y la Corte, desde ese entonces, en Tarija nunca más se supo de él.
El 17 de agosto de 1820, el Gaucho Miguel de Güemes, gobernador de Salta, lo ascendió a Coronel Efectivo y Comandante del mismo Regimiento y; por instrucciones de Güemes, a inicios de septiembre viajó en misión oficial a Córdoba, Santa Fe y Buenos Aires en busca de apoyo económico, misión que fracasó.

#### Muerte
Falleció en Salta, el 7 de febrero de 1822, no dejaría descendencia alguna.